# 奧爾良 (麻薩諸塞州普查規定居民點)
奧爾良（英語：Orleans）是位於美國麻薩諸塞州巴恩斯特布爾縣的一個普查規定居民點。

## 人口
根據2020年美國人口普查的數據，奧爾良的面積為6.41平方千米，當中陸地面積為6.01平方千米，而水域面積為0.40平方千米。當地共有人口1767人，而人口密度為每平方千米275.66人。